# Giulio Rodinò

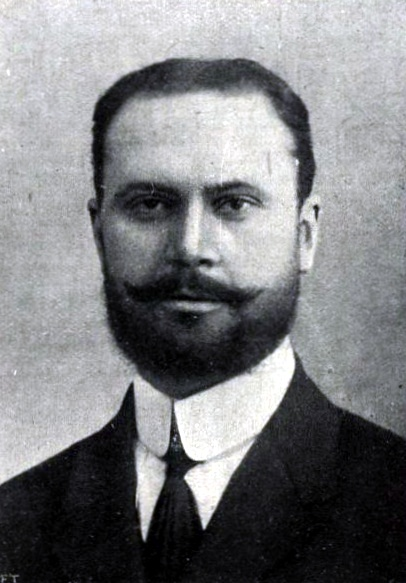
Giulio Rodinò (1921)

Giulio Rodinò di Miglione (* 10. Januar 1875 in Neapel; † 16. Februar 1946 in Rom) war ein italienischer Jurist und Politiker der Partito Popolare Italiano (PPI) und später der Democrazia Cristiana (DC), der unter anderem zwischen 1913 und 1929 Mitglied der Abgeordnetenkammer sowie 1920 und 1921 Kriegsminister und von 1921 bis 1922 Justizminister war. Er war außerdem zwischen 1944 und 1945 stellvertretender Ministerpräsident sowie von 1945 bis zu seinem Tode 1946 Mitglied der Nationalen Konsultativversammlung.

## Leben
Giulio Rodinò di Miglione absolvierte ein Studium der Rechtswissenschaften, welches er mit einem Laurea in Giurisprudenza beendete, und war danach als Rechtsanwalt tätig. Am 27. November 1913 wurde er für die Volkspartei PPI (Partito Popolare Italiano) erstmals Mitglied der Abgeordnetenkammer (Camera dei deputati) und gehörte dieser bis zum 21. Januar 1929 an. Er war unter anderem vom 1. Dezember 1919 bis zum 22. Mai 1920 Questore und damit für die Aufsicht über die Einhaltung der für die Kammerarbeit geltenden Regeln und der Richtlinien des Kammerpräsidenten zuständig. Im Kabinett Nitti II übernahm er vom 21. Mai 1920 bis zum 15. Juni 1920 das Amt als Kriegsminister (Ministro della Guerra) und fungierte zwischen dem 1. Juli 1920 und dem 1. April 1921 als Vizepräsident der Abgeordnetenkammer sowie zugleich vom 31. Juli 1920 bis zum 2. April 1921 als Präsident der Parlamentarischen Untersuchungskommission für Kriegsausgaben (Commissione parlamentare d’inchiesta sulle spese di guerra).
Daraufhin wurde Rodinò am 2. April 1921 in das Kabinett Giolitti V berufen und bekleidete in diesem als Nachfolger von Ivanoe Bonomi bis zum 4. Juni 1921 erneut das Amt des Kriegsministers. Am 4. Juli 1921 wurde er Minister für Justiz und Kirchenangelegenheiten (Ministro di Grazia e Giustizia e degli Affari di Culto) im Kabinett Bonomi I und verblieb auf diesem Posten bis zum 26. Februar 1922. Er war ferner zwischen dem 24. Mai 1924 und dem 18. November 1925 noch einmal Vizepräsident der Abgeordnetenkammer und zog sich im Anschluss während des italienischen Faschismus aus dem politischen Leben zurück.
Giulio Rodinò, der später den am 15. Dezember 1943 gegründeten Christdemokraten DC (Democrazia Cristiana) als Mitglied beitrat, übernahm im Kabinett Badoglio II zwischen dem 22. April und dem 8. Juni 1944 den Posten eines Ministers ohne Geschäftsbereichs (Ministro senza portafoglio) sowie im Kabinett Bonomi III vom 12. Dezember 1944 bis zum 21. Juni 1945 eines stellvertretenden Ministerpräsidenten (Vicepresidente del Consiglio dei Ministri). Am 25. September 1945 wurde er Mitglied der Nationalen Konsultativversammlung (Consulta nazionale) und gehörte dieser bis zu seinem Tode am 16. Februar 1946 an.

## Veröffentlichungen
- Sul problema della municipalizzazione del pane. Relazione della Commissione consiliare, Neapel 1904
- L’opera dell’Amministrazione comunale, 7 marzo 1907–21 novembre 1909. Discorso, Neapel 1909
- Per la concordia nazionale, Neapel 1918
- Un grande precursore: Monsignor Geremia Bonomelli. Discorso pronunziato a Torino addì 22 settembre 1918, Neapel 1918
- Discorso tenuto a Napoli nel salone S. Tommaso D’Aquino il 23 marzo in occasione delle elezioni politiche indette per il 6 aprile 1924, Neapel 1924
- Discorso tenuto a Torino il 16 novembre 1924 in occasione del congresso provinciale del Partito popolare italiano, Neapel 1924; * Dopo il delitto Matteotti. Discorsi pronunziati da Giulio Rodinò, Napoli 1943
- Il pensiero politico della Democrazia cristiana: discorso tenuto a Napoli il 28 maggio 1944, Neapel 1944